# 't Kapoentje
't Kapoentje was een Vlaams stripmagazine dat van 3 april 1947 tot midden jaren 1980 verscheen. Het was de jeugdbijlage bij de krant Het Volk. Samen met Ons Volkske was het jarenlang het belangrijkste Vlaamse stripblad.

## Geschiedenis
't Kapoentje ontstond uit een conflict tussen de kranten De Gids en De Standaard. De titels van de door De Nieuwe Standaard (n.v. De Gids) na de Tweede Wereldoorlog heruitgegeven bladen Ons Volk en Ons Volkske werden in 1947 door De Standaard teruggevorderd. Ons Volk werd opgevolgd door het blad Overal en in 't Kapoentje werden de reeksen die in Ons Volkske verschenen gewoon vervolgd. De strips die op dat moment in  't Kapoentje verschenen waren Stropke en Flopke en De Avonturen van Piet Fluwijn en Bolleke door Marc Sleen, De Vrolijke Bengels en De Zwarte Luipaard door Willy Vandersteen en de Nederlandse reeks Dokie Durf door Piet van Elk. Vandersteen zou datzelfde jaar nog naar een andere krant overstappen, waarna De Vrolijke Bengels werd overgenomen door Bob De Moor en daarna vanaf 1950 tot 1965 door Marc Sleen, onder de nieuwe naam De Lustige Kapoentjes. 
Vanaf 11 oktober 1951 was  't Kapoentje een gratis supplement bij de krant Het Volk. In de loop van de jaren publiceerden verscheidene Vlaamse en Nederlandse striptekenaars hun werk in dit blad, onder wie Eugeen Hermans (alias Pink), Rik Clément (Dees Dubbel), Buth (Thomas Pips), Jef Nys (Jommeke), Hurey, Karel Boumans, Marcel Steurbaut, Arle (pseudoniem van Berck) en Leo Loedts), Frank Sels, Gilbert Declercq, Jeff Broeckx, Albert van Beek, Henk Kabos, Henk Sprenger, Piet Wijn, Ton Beek, Gerrit Stapel, Dick Vlottes, Raymond Bär van Hemmersweil, Jan van Reek en Peter de Smet. Verder publiceerde het magazine ook Amerikaanse strips, waaronder van de Walt Disney Company, en korte verhaaltjes, raadsels, knutselrubrieken en dergelijke. 
De redactie werd jarenlang verzorgd door Marc Sleen, Rik Clément en Michel Casteels. In 1965 stapte Sleen over naar De Standaard en daarna evolueerde 't Kapoentje langzaam maar zeker naar een reclameartikel voor de krant. In de jaren 1980 werd de uitgave gestaakt.

## In populaire cultuur
In strook 1 van het Neroalbum De Bronnen van Sing Song Li leest Petoetje een nummer van 't Kapoentje.

## Bron
- KOUSEMAKER, Kees en Evelien, Wordt Vervolgd - Stripleksikon der Lage Landen, Uitgeverij Het Spectrum, Utrecht, Antwerpen, 1979, blz. 158